# Irina Michajłowa
Irina Michajłowa (ros. Ирина Михайлова; ur. 2 stycznia 1959) – radziecka łyżwiarka szybka.

## Kariera
Największy sukces w karierze Irina Michajłowa osiągnęła w 1981 roku, kiedy zajęła piąte miejsce podczas wielobojowych mistrzostw świata w Sainte-Foy. W poszczególnych biegach była tam czwarta na 500 m, dziewiąta na 1500 m, piąta na 1000 m oraz ósma na dystansie 3000 m. W tym samym roku była również piąta na wielobojowych mistrzostwach Europy w Heerenveen, gdzie jej najlepszym wynikiem było piąte miejsce w biegu na 3000 m. Wystartowała również na sprinterskich mistrzostwach świata w Grenoble w 1981 roku, zajmując ostatnie, 31. miejsce. Nigdy nie wystartowała w zawodach Pucharu Świata. Nigdy też nie wystąpiła na igrzyskach olimpijskich.